# 恰克图之战
恰克图之战，中國方面稱之為恰克圖失守，是發生於1921年蒙古革命期間俄蒙邊界的一場戰鬥。1921年3月18日，蒙古人民軍攻佔南恰克圖（今阿勒坦布拉格苏木）並趕走了駐紮於此的中國軍隊，标志着中國佔領外蒙古時代的終結。此后3月18日也作为蒙古建军纪念日，“蒙古军人节”被蒙古武装部队沿用至今。

## 背景
1921年2月庫倫之戰中北洋軍戰敗，原本駐守庫倫（今烏蘭巴托）的鎮守使陳毅率部撤退到買賣城（南恰克图，今阿勒坦布拉格苏木）。

## 战斗

### 进攻准备
1921年3月6日至7日，蒙古人民黨在讨论占领南恰克圖（今阿勒坦布拉格苏木）的可能性时，认为攻击中国驻军的风险太大，因此考慮與中国駐軍談判。蒙古人民黨原计划由蘇維埃俄國出馬，讓蒙古人民黨與中國軍隊在俄國境內的恰克图谈判，但由于中國軍隊拒絕談判，蒙古人民黨决定强攻。准备工作做好后，3月17日，蒙古人民黨對中國駐軍下達最后通牒，要求中國駐軍投降。在中國駐軍無意投降之後，蒙古人民軍于3月18日上午逼近南恰克圖周边。 

### 战斗进展
按照达木丁·苏赫巴托尔与苏米亚制定的作战计划，蒙古人民軍从西面、西北面和北面進攻南恰克圖，但中国骑兵的抵抗給蒙古人民黨造成了壓力。到了3月18日中午，蒙古人民軍弹药耗尽，暫時從南恰克圖附近撤出。下午4点，南恰克圖又遭到炮轰，此后蒙古人民軍发动第二次进攻。中國軍隊無法抵擋第二波進攻，於是撤出南恰克圖。一部分中國殘兵向北進入恰克圖後被紅軍繳械，陳毅則向滿洲里退却。蒙古人民軍于3月19日上午進入南恰克圖。冈奇金·布曼增迪等人的部队被派去追击撤退的中国军队。

## 後續
蒙古人民黨在南恰克圖（今阿勒坦布拉格苏木）成立臨時政府，與佔據庫倫（今烏蘭巴托）的亞洲騎兵師對峙。隨後恩琴軍隊對南恰克圖的攻擊引發蘇俄對外蒙古的干預。